# Bernadette Schild
Bernadette Schild, nekdanja avstrijska alpska smučarka * 2. januar 1990
Tudi njena sestra Marlies Schild je bila alpska smučarka.

## Rezultati svetovnega pokala
| Sezona | Starost | Skupni seštevek | Slalom       | Veleslalom   | Superveleslalom | Smuk         | Alpska kombinacija |
| ------ | ------- | --------------- | ------------ | ------------ | --------------- | ------------ | ------------------ |
| 2009   | 19      | 120             | 54.          | —            | —               | —            | —                  |
| 2010   | 20      | ni tekmovala    | ni tekmovala | ni tekmovala | ni tekmovala    | ni tekmovala | ni tekmovala       |
| 2011   | 21      | 62              | 20.          | —            | —               | —            | —                  |
| 2012   | 22      | 74              | 28.          | —            | —               | —            | —                  |
| 2013   | 23      | 32              | 10.          | —            | —               | —            | —                  |
| 2014   | 24      | 33              | 7.           | —            | —               | —            | —                  |
| 2015   | 25      | 46              | 17.          | —            | —               | —            | —                  |
| 2016   | 26      | 55              | 16.          | —            | —               | —            | —                  |
| 2017   | 27      | 23              | 8.           | 28.          | —               | —            | —                  |
| 2018   | 28      | 14              | 5.           | 21.          | —               | —            | —                  |
| 2019   | 29      | 19              | 9.           | 20.          | —               | —            | —                  |
| 2020   | 30      | ni tekmovala    | ni tekmovala | ni tekmovala | ni tekmovala    | ni tekmovala | ni tekmovala       |
| 2021   | 31      | 110.            | 46.          | —            | —               | —            | —                  |

##### Top 3
| Sezona | Datum             | Kraj                     | Disciplina | Mesto |
| ------ | ----------------- | ------------------------ | ---------- | ----- |
| 2013   | 16. marec 2013    | Lenzerheide, Švica       | Slalom     | 2.    |
| 2014   | 17. december 2013 | Courchevel, Francija     | Slalom     | 3.    |
| 2014   | 2. februar 2014   | Kranjska Gora, Slovenija | Slalom     | 3.    |
| 2017   | 11. marec 2017    | Squaw Valley, ZDA        | Slalom     | 3.    |
| 2018   | 26. november 2017 | Killington, ZDA          | Slalom     | 3.    |
| 2018   | 9. januar 2018    | Flachau, Avstrija        | Slalom     | 2.    |
| 2019   | 17. november 2018 | Levi, Finska             | Slalom     | 3.    |

##### Zmage v evropskem pokalu
| Leto | Datum             | Kraj       | Disciplina |
| ---- | ----------------- | ---------- | ---------- |
| 2010 | 29. januar 2010   | Courchevel | Veleslalom |
| 2011 | 14. december 2011 | Zinal      | Veleslalom |

##### Avstrijsko državno prvenstvo
| Leto | Disciplina         | Mesto |
| ---- | ------------------ | ----- |
| 2006 | Slalom             | 3.    |
| 2006 | Alpska kombinacija | 2.    |
| 2007 | Alpska kombinacija | 2.    |
| 2010 | Slalom             | 2.    |
| 2014 | Slalom             | 3.    |
| 2015 | Slalom             | 3.    |
| 2016 | Slalom             | 3.    |
| 2018 | Slalom             | 1.    |

## Rezultati svetovnega prvenstva
| Leto | Starost | Slalom | Veleslalom | Supeveleslalom | Smuk | Alpska kombinacija |
| ---- | ------- | ------ | ---------- | -------------- | ---- | ------------------ |
| 2013 | 23      | 12.    | —          | —              | —    | —                  |
| 2015 | 25      | —      | —          | —              | —    | —                  |
| 2017 | 27      | 10.    | 17.        | —              | —    | —                  |
| 2019 | 29      | 9.     | ODSTOP1    | —              | —    | —                  |

## Rezultati mladinskega svetovnega prvenstva
| Leto | Datum       | Kraj                   | Disciplina | Mesto   |
| ---- | ----------- | ---------------------- | ---------- | ------- |
| 2007 | 8. marec    | Flachau                | Veleslalom | 26.     |
| 2007 | 11. marec   | Flachau                | Slalom     | 14.     |
| 2008 | 28. februar | Formigal               | Slalom     | 1.      |
| 2008 | 29. februar | Formigal               | Veleslalom | ODSTOP1 |
| 2009 | 1. marec    | Garmisch Partenkirchen | Slalom     | 2.      |
| 2009 | 2. marec    | Garmisch Partenkirchen | Veleslalom | ODSTOP2 |
| 2010 | 1. februar  | Regija Mont Blanc      | Slalom     | ODSTOP1 |
| 2010 | 5. februar  | Regija Mont Blanc      | Veleslalom | 19.     |

## Rezultati olimpijskih iger
| Leto | Starost | Slalom  | Veleslalom | Superveleslalom | Smuk | Alpska kombinacija |
| ---- | ------- | ------- | ---------- | --------------- | ---- | ------------------ |
| 2014 | 24      | ODSTOP2 | —          | —               | —    | —                  |
| 2018 | 28      | 7.      | 24.        | —               | —    | —                  |